# Droga krajowa B52 (Niemcy)
Droga krajowa 52 (niem. Bundesstraße 52, B 52) – niemiecka droga krajowa przebiegająca  północnego zachodu na  południowy wschód od skrzyżowania z autostradą A64 koło Trewiru do węzła Reinsfeld na autostradzie A1 w Nadrenii-Palatynacie.
Droga jest częściowo rozbudowana do drogi o parametrach drogi ekspresowej.

## Trasy europejskie
Droga pomiędzy węzłem Trier-Ehrang na autostradzie A64 a skrzyżowaniem z autostradą A602 jest częścią trasy europejskiej E44.